# 菲约德勒姆冰河
菲约德勒姆冰河位于冰岛东北部，发源于瓦特纳冰原北部，流向北方，注入格陵兰海的阿赫萨湾。全长约206公里，为冰岛第二长河。流域面积7380平方公里。著名的黛提瀑布位于该河下游。